# Walter Hummelsheim
Walter Alfons Hummelsheim (* 26. Mai 1904 in Bonn; † 15. Oktober 1984 in Heilbronn) war ein deutscher Politiker. Hummelsheim wurde bekannt als Mitglied der Widerstandsgruppen gegen den Nationalsozialismus um Edgar Jung (1933–1934) und Carl Friedrich Goerdeler (1942–1944) als Landrat von Bernkastel (1946 bis 1952) sowie als einer der „Väter“ der Universität Mainz.

## Leben und Wirken

### Jugend und frühes Leben
Hummelsheim wurde 1904 als Sohn einer katholischen Familie in Bonn geboren. Nach dem Abitur, das er in seiner Heimatstadt ablegte, absolvierte er eine Lehre als Buchhändler. Danach war er einige Jahre im internationalen Buchhandel tätig und unternahm längere Reisen nach Frankreich, Italien und in die Vereinigten Staaten. Während seines Amerikaaufenthaltes studierte Hummelsheim einige Semester an der Princeton University. In diese Zeit fällt auch der Beginn seiner Freundschaft mit den schriftstellernden Geschwistern Erika und Klaus Mann, die Hummelsheim – der als ihr „Mittler“ zur Princeton University fungierte – als „Junge[n] von auffallenden Qualitäten“ beschrieben. Seit 1926 gehörte Hummelsheim, der sich als „überzeugter Europäer“ beschrieb, auch der Paneuropa-Bewegung des Grafen Coudenhove-Kalergi an.

### NS-Jahre
1933 kehrte Hummelsheim nach Deutschland zurück, um als Sympathisant des politischen Katholizismus und des rechten Flügels der Zentrumspartei gegen den Nationalsozialismus zu kämpfen. 1933 stieß er als Mitarbeiter im Büro des Vizekanzlers in der Regierung Hitler, Franz von Papen, zum Kreis um den Schriftsteller Edgar Jung, die die Machtposition der Vizekanzlei als Ausgangspunkt für eine ausgedehnte Widerstandstätigkeit gegen die noch ungefestigte Hitler-Diktatur nutzte. Allerdings trat er auch zum 1. April 1933 in die NSDAP ein (Mitgliedsnummer 1.567.506).
Die Gruppe rekrutierte sich im Wesentlichen aus acht jüngeren Männern aus dem Mitarbeiterstab der Kanzlei, namentlich aus Jung, Hummelsheim, Fritz Günther von Tschirschky, Herbert von Bose, Hans von Kageneck, Wilhelm Freiherr von Ketteler, Kurt Josten und Friedrich Carl von Savigny.
Die Pläne der Gruppe liefen im Wesentlichen darauf hinaus, die Machtposition des Reichspräsidenten für einen Staatsstreich gegen die Regierung Hitler zu nutzen. Zu diesem Zwecke sollte der Vizekanzler Papen, der das Vertrauen des Reichspräsidenten Hindenburg besaß, als Hebel des Staatsstreichsunternehmens eingespannt werden. Durch seinen Einfluss auf Hindenburg sollte Papen diesen dazu bewegen, die Reichswehr – über die er als Staatsoberhaupt den Oberbefehl führte – einzusetzen, um die Machtposition der Regierung Hitler, der SA und der NSDAP zu brechen.
Die Umsetzung der Pläne der Jung-Gruppe kamen jedoch nicht mehr zustande. Stattdessen wurde sie am 30. Juni 1934 anlässlich von Hitlers Vorgehen gegen seine Gegner in den eigenen Reihen – insbesondere in der SA („Röhm-Putsch“) – nebenbei miterledigt. An diesem Tag besetzte die SS die Vizekanzlei und zerschlug die Gruppe. Während Bose und Jung erschossen wurden und Kageneck, Josten und Ketteler entkamen, wurde Hummelsheim gemeinsam mit Tschirschky und Savigny ins Konzentrationslager Lichtenburg verschleppt.
Während des Zweiten Weltkriegs schloss Hummelsheim sich gemeinsam mit seinem Bruder Fritz Hummelsheim der Gruppe um Carl Friedrich Goerdeler an. 1942 wurde er verhaftet und bis 1945 in den Konzentrationslagern Buchenwald und Dachau gefangen gehalten. Aus diesen wurde er im April 1945 von den Amerikanern befreit.
Im Konzentrationslager knüpfte Hummelsheim, der fließend Französisch sprach, enge Bande zu verschiedenen französischen Mithäftlingen, die der Résistance angehörten. Durch sein „geschicktes Verhalten“ hat er einigen von diesen nach Kissener und Mathy „vermutlich das Leben gerettet“. Im Sommer 1945 wurde Hummelsheim deswegen von Charles de Gaulle nach Paris eingeladen und mit dem Ehrenorden der Republik ausgezeichnet.

### Nachkriegszeit und Karriere in der EG
1946 wurde Hummelsheim zum Landrat von Bernkastel ernannt. In dieser Eigenschaft, und auch schon zuvor als Verbindungsmann der badischen Landesregierung einerseits und dem französischen Kommandanten in Baden und der Pariser Regierung andererseits, setzte er sich unter Nutzung seiner guten Beziehungen in Frankreich dafür ein, die Stadt Mainz – und nicht Speyer oder Worms – als Standort für die erste Universitätsneugründung in der Französisch besetzten Zone auszuwählen. In dieser Angelegenheit setzte er sich im September 1945 mit Louis Théodore Kleinmann, dem Stadtkommandanten von Mainz und später mit Raymond Schmittlein, dem Leiter der Education Publique in Baden-Baden, Generaldirektor für kulturelle Angelegenheiten in der französischen Besatzungszone, in Verbindung.
Seine vielfältigen im Konzentrationslager geknüpften Beziehungen zu Eugen Kogon und zahlreichen anderen Häftlingen nutzte Hummelsheim als Landrat zwischen 1946 und 1952 zur Förderung der deutsch-französischen Aussöhnung. Seit 1949 amtierte er außerdem als Generalsekretär des Deutschen Rates der Europäischen Bewegung, bevor er in den 1950er Jahren als stellvertretender Generalsekretär der Gemeinsamen Versammlung der Europäischen Gemeinschaft für Kohle und Stahl (Montan-Union) nach Luxemburg ging.
Später lebte er in München, im Tessin und zuletzt in Heilbronn.